# Liste des chefs d'État morts dans un accident aérien
 (mai 2024).
Cette page dresse la liste des chefs d'État morts dans un accident aérien,,.

## Liste
| Photo | Nom                                 | Fonction                                            | Date                 | Lieu                 | Pays               | Type                                 | Modèle                      |
| ----- | ----------------------------------- | --------------------------------------------------- | -------------------- | -------------------- | ------------------ | ------------------------------------ | --------------------------- |
|       | José Félix Estigarribia             | Président de la république du Paraguay              | 7 septembre 1940     | Altos                | Paraguay           | Accident d'avion                     | Potez 25                    |
|       | Ramon Magsaysay                     | Président des Philippines                           | 17 mars 1957         | Balamban, Cebu       | Philippines        | Accident d'avion                     | Douglas C-47 Skytrain       |
|       | Nereu de Oliveira Ramos             | Président de la république des États-Unis du Brésil | 16 juin 1958         | São José dos Pinhais | Brésil             | Accident d'avion                     | Convair CV-440 Metropolitan |
|       | Abdul Salam Arif                    | Président de la république d'Irak                   | 13 avril 1966 (ar)   | Bagdad               | Irak               | Accident d'hélicoptère               | de Havilland Dove           |
|       | Humberto de Alencar Castelo Branco, | Président de la république des États-Unis du Brésil | 18 juillet 1967 (pt) | Fortaleza            | Brésil             | Accident d'avion                     | Piper PA-23                 |
|       | René Barrientos Ortuño              | Président de la république de Bolivie               | 27 avril 1969        | Arque                | Bolivie            | Accident d'hélicoptère               | Hiller OH-23                |
|       | Jaime Roldós Aguilera               | Président de la république de l'Équateur            | 24 mai 1981          | Huairapungo          | Équateur           | Accident d'avion                     | Beechcraft Super King Air   |
|       | Samora Machel                       | Président de la république du Mozambique            | 19 octobre 1986      | Mbuzini              | Afrique du Sud     | Accident d'avion                     | Tupolev Tu-134              |
|       | Muhammad Zia-ul-Haq                 | Président de la république islamique du Pakistan    | 17 août 1988 (en)    | Bahawalpur           | Pakistan           | Accident d'avion                     | Lockheed C-130 Hercules     |
|       | Juvénal Habyarimana                 | Président de la République rwandaise                | 6 avril 1994         | Kigali               | Rwanda             | Attentat visant l'avion présidentiel | Dassault Falcon 50          |
|       | Cyprien Ntaryamira                  | Président de la république du Burundi               | 6 avril 1994         | Kigali               | Rwanda             | Attentat visant l'avion présidentiel | Dassault Falcon 50          |
|       | Boris Trajkovski                    | Président de la république de Macédoine             | 26 février 2004      | Mostar               | Bosnie-Herzégovine | Accident d'avion                     | Beechcraft Super King Air   |
|       | Lech Kaczyński                      | Président de la république de Pologne               | 10 avril 2010        | Smolensk             | Russie             | Accident d'avion                     | Tupolev Tu-154              |
|       | Sebastián Piñera                    | Président de la république du Chili                 | 6 février 2024       | Lac Ranco            | Chili              | Accident d'hélicoptère               | Robinson R44                |
|       | Ebrahim Raïssi                      | Président de la république islamique d'Iran         | 19 mai 2024          | Varzaqan             | Iran               | Accident d'hélicoptère               | Bell 212                    |